# آنتارامج
آنتارامج (به ارمنی: Անտառամեջ) یک روستا در ارمنستان است که در استان گغارکونیک واقع شده‌است. در ۱۰۲ کیلومتری شمال گاوار، مرکز استان گغارکونیک واقع شده‌است.

## خصوصیات
آنتارامج ۲۳۳ نفر جمعیت دارد و ۱٬۵۶۷ (یا ۱۵۷۵) متر بالاتر از سطح دریا واقع شده‌است.
| سال   | ۱۸۹۷ | ۱۹۲۶ | ۱۹۳۹ | ۱۹۵۹ | ۱۹۷۰ | ۱۹۷۹ | ۱۹۸۹ | ۲۰۰۱ | ۲۰۰۴ |
| جمعیت | ۱۳۳  | ۱۷۱  | ۲۵۴  | ۳۸۷  | ۵۲۴  | ۵۳۶  | ۶۶   | ۲۳۳  | ۱۷۱  |